# Chthonius comottii
Chthonius comottii är en spindeldjursart som beskrevs av Inzaghi 1987. Chthonius comottii ingår i släktet Chthonius och familjen käkklokrypare. Inga underarter finns listade i Catalogue of Life.